# Fania
Fania  is een geslacht van vlinders uit de familie van de Houtboorders (Cossidae). De wetenschappelijke naam en de beschrijving van dit geslacht zijn voor het eerst gepubliceerd in 1911 door William Barnes en James Halliday McDunnough.
De soorten van dit geslacht komen voor in de Verenigde Staten.

## Soorten
- Fania nanus (Strecker, 1876)
- Fania connectus (Barnes & McDunnough, 1911)